# Rolando da Piazzola
Rolando da Piazzola (Padova, ... – 1325) è stato un giurista, umanista e politico italiano.

## Biografia
Nipote di Lovato Lovati fu figura di spicco del preumanesimo padovano.
Fu proprietario di un fondamentale codice medievale delle opere di Seneca (le tragedie in particolare), oggi alla Biblioteca Apostolica Vaticana (collocazione Vat. lat. 1769).
Il codice reca iscrizioni a margine dello stesso Piazzola e di Albertino Mussato, amico di Piazzola ed allievo di Lovati.
Il codice include anche l'Inscriptio de Lucano (carta 246 v.), ritenuta a lungo originale, ma oggi considerata un falso ad opera di Piazzola, sebbene forse la questione sia da rivalutare.
Fu ambasciatore a Roma presso papa Bonifacio VIII.
Il suo monumento funebre si trova presso l'Oratorio di San Giorgio (Padova): l'arca tombale è stata realizzata con reperti romani.
A Rolando da Piazzola è dedicata la via che va da via San Pietro a Corso Milano, nel quartiere del centro di Padova.